# Сартасово
Сарта́сово (рос. Сартасово) — присілок у складі Мішкинського району Курганської області, Росія. Входить до складу Варлаковської сільської ради.
Населення — 108 осіб (2010, 153 у 2002).